# Chatuzange-le-Goubet
Chatuzange-le-Goubet è un comune francese di 4 809 abitanti situato nel dipartimento della Drôme della regione dell'Alvernia-Rodano-Alpi. Il centro abitato è lambito a sud dal 45º Parallelo, la linea equidistante fra il Polo Nord e l'Equatore.

## Società

### Evoluzione demografica
Abitanti censiti